# Firehorn
 (mars 2021).
Le Firehorn est un sommet des Alpes bernoises qui culmine à 3 181 m d'altitude. Il domine le glacier du Bächi (Bächigletscher) à l'ouest, la vallée du Bächi au sud, le glacier du Minstiger (Minstigergletscher) au nord et, au sud-est, la vallée du Rhône.